# 佐香智久
佐香 智久（さこう ともひさ、1991年12月26日 - ）は、日本の男性シンガーソングライター、俳優、声優。北海道札幌市出身。ホーリーピーク所属。山羊座。血液型O型。

## 概要
中学時代に初めてアコースティック・ギターを手にし、高校入学後、作曲活動を開始。
居住地が札幌で、寒冷地ということもあり、路上ライブなどを行える環境が少なかった彼は、2009年にネット動画共有サイトをメインに「少年T」という名で活動を始める。
2011年に「Tomohisa」名義で初のソロCD『Promise』を発売。その後、2012年3月に「佐香智久」としてCDシングル『愛言葉』でメジャー・デビューを果たす。
2013年には舞台『タンブリングvol.4』から熱烈なオファーを受け、役者デビューも果たしている。
さらに、2015年には念願であったアニメ『ポケットモンスター XY』のオープニングテーマを担当する。また、『ポケットモンスターXY&Z』では「キャラソンプロジェクト総合プロデューサー」を務め、数々の楽曲を提供し、2016年11月17日開始の『ポケットモンスター サン&ムーン』のオープニングテーマである「アローラ‼」でも作詞・作曲をしている。
楽曲のほとんどは自身で作詞・作曲をしており、近頃では楽曲提供も行っている。歌い手で友人でもある天月-あまつき-や、kainなどにも楽曲を提供している。
2019年3月31日、ソニー・ミュージックレーベルズとのマネジメント・レーベル契約を終了。
2020年より名義を再び「少年T」に戻し活動。

## 人物
- 音楽に興味を持ち始めたのは、中学三年生で弾き語りを送別会で行った時[2]。
- 嵐のファンで、CDは『サクラ咲ケ』からすべて所持している。
- 趣味はアニメ、マンガ、ゲーム。
- 小学校3年生の時から「みゃお」という名の猫を飼っていたが、2014年12月に息を引き取った。東京を中心に仕事をしているが、出身地である札幌の実家に居住していたのは、「みゃお」の存在が大きいと語っている。後に東京へ移住した[3][4]。

## ディスコグラフィ

### シングル
| 枚   | 発売日        | タイトル                             | 規格品番     | 規格品番  | 規格品番    | 最高位 |
| 枚   | 発売日        | タイトル                             | 初回限定盤   | 通常盤    | 期間限定盤  | 最高位 |
| ---- | ------------- | ------------------------------------ | ------------ | --------- | ----------- | ------ |
| 1st  | 2012年3月28日 | 愛言葉                               | SECL-1095/6  | SECL-1097 |             | 16位   |
| 2nd  | 2012年6月6日  | ずっと                               | SECL-1134/5  | SECL-1136 | SECL-1137   | 12位   |
| 3rd  | 2012年8月8日  | はんぶんこ                           | SECL-1166/7  | SECL-1168 |             | 28位   |
| 4th  | 2012年10月3日 | 君恋カレンダー                       | SECL-1190/1  | SECL-1192 | 13位        |        |
| 5th  | 2013年1月30日 | 僕たちの歌                           | SECL-1268/9  | SECL-1270 | SECL-1271/2 | 17位   |
| 6th  | 2013年7月17日 | バイバイ                             | SECL-1351/2  | SECL-1353 |             | 25位   |
| 7th  | 2013年12月4日 | カラフルワールド                     | SECL-1440/1  | SECL-1442 | 31位        |        |
| 8th  | 2014年3月5日  | 魔法の夜と不思議なワルツ             | SECL-1465/6  | SECL-1467 | 31位        |        |
| 9th  | 2014年8月6日  | 少年とロボット                       | SECL-1546/7  | SECL-1548 | 48位        |        |
| 10th | 2015年4月29日 | ゲッタバンバン                       | SECL-1684/5  | SECL-1686 | SECL-1687/8 | 19位   |
| 11th | 2016年8月10日 | いつか君はそいつと別れるに決まってる | SECL-1949/50 | SECL-1951 |             | 26位   |
| 12th | 2017年5月10日 | フローリア                           | VVCL-1019/20 | VVCL-1021 | VVCL-1022   | 27位   |
| 13th | 2018年12月5日 | 不完全モノクローグ                   | VVCL-1365/6  | VVCL-1367 | VVCL-1368/9 | 18位   |
| 14th | 2020年2月9日  | 君のためなら死ねる                   | AVCD-61152/B |           |             | 59位   |

#### 配信限定シングル
| 枚  | 発売日        | タイトル     | 最高位 |
| --- | ------------- | ------------ | ------ |
| 1st | 2020年2月14日 | 君の顔が好き | 2位    |

少年T名義
| 発売日        | タイトル                     | レーベル             |
| ------------- | ---------------------------- | -------------------- |
| 2020年2月14日 | 君の顔が好き                 | colorfulls∞ Records. |
| 2020年6月12日 | stay home for you            | colorfulls∞ Records. |
| 2020年6月12日 | インスタントラブ             | colorfulls∞ Records. |
| 2020年6月12日 | あなたが嫌いなあなたを教えて | colorfulls∞ Records. |
| 2021年11月3日 | Sugar Lady                   | Chouette.            |
| 2022年7月20日 | 僕は僕を征く                 | Chouette.            |
| 2022年7月27日 | きれいだ                     | Chouette.            |
| 2022年8月3日  | 希望的観測論                 | Chouette.            |

### アルバム
| 枚  | 発売日         | タイトル       | 規格品番                        | 規格品番  | 最高位 |
| 枚  | 発売日         | タイトル       | 初回限定盤                      | 通常盤    | 最高位 |
| --- | -------------- | -------------- | ------------------------------- | --------- | ------ |
| 1st | 2013年2月27日  | はじめまして。 | SECL-1285/6                     | SECL-1287 | 27位   |
| 2nd | 2015年7月22日  | 僕から君へ。   | SECL-1732/3 (A) SECL-1734/5 (B) | SECL-1736 | 16位   |
| 3rd | 2022年10月26日 | T to Y         | QACW-2015                       |           | TBA    |

#### ベストアルバム
| 枚  | 発売日        | タイトル       | 規格品番    | 規格品番  | 最高位 |
| 枚  | 発売日        | タイトル       | 初回限定盤  | 通常盤    | 最高位 |
| --- | ------------- | -------------- | ----------- | --------- | ------ |
| 1st | 2019年5月29日 | さこともベスト | VVCL-1450/1 | VVCL-1452 | 70位   |

#### カバーアルバム
| 枚  | 発売日        | タイトル               | 規格品番    | 規格品番  | 最高位 |
| 枚  | 発売日        | タイトル               | 初回限定盤  | 通常盤    | 最高位 |
| --- | ------------- | ---------------------- | ----------- | --------- | ------ |
| 1st | 2018年3月21日 | キミの耳にラブソングを | VVCL-1194/5 | VVCL-1196 | 38位   |

### 参加作品
| 発売日        | タイトル                                  | 収録曲                 |
| ------------- | ----------------------------------------- | ---------------------- |
| 2021年7月28日 | Various Artists「ワールドドミネイション」 | ワールドドミネイション |

### タイアップ曲
| 曲名                           | タイアップ                                                            | 時期   |
| ------------------------------ | --------------------------------------------------------------------- | ------ |
| ずっと                         | テレビアニメ『君と僕。2』オープニングテーマ                           | 2012年 |
| はんぶんこ                     | TBS系『COUNT DOWN TV』2012年8月度オープニングテーマ                   | 2012年 |
| はんぶんこ                     | tvk『saku saku』2012年8月度エンディングテーマ                         | 2012年 |
| また明日                       | 『PUMA×ABC MART』キャンペーンタイアップソング                         | 2012年 |
| 僕たちの歌                     | テレビアニメ『絶園のテンペスト』エンディングテーマ                    | 2012年 |
| カラフルワールド               | テレビアニメ『メガネブ!』エンディングテーマ                           | 2013年 |
| カラフルワールド               | tvk『音楽缶』2013年12月度テーマソング                                 | 2013年 |
| 解けない魔法にかけられて       | 『ハウステンボス2014春「花の大祭典」』CMソング                        | 2014年 |
| 眠れぬ夜に恋をして             | BS-TBS『日本の旬を行く!路線バスの旅』エンディングテーマ               | 2014年 |
| ゲッタバンバン                 | テレビアニメ『ポケットモンスター XY』オープニングテーマ               | 2015年 |
| everyday                       | 『ラウンドワン』TVCMソング                                            | 2015年 |
| キラキラ                       | テレビアニメ『ポケットモンスター XY』挿入歌（"シトロン"テーマソング） | 2016年 |
| フローリア                     | テレビアニメ『夏目友人帳 陸』オープニングテーマ                       | 2017年 |
| この世界を変えるのは他でもない | 漫画『ショートケーキケーキ』PVソング                                  | 2017年 |
| 不完全モノクローグ             | テレビアニメ『抱かれたい男1位に脅されています。』オープニングテーマ   | 2018年 |

### 楽曲提供
| 提供先                                   | 曲名                     | 歌手                                         | 備考                                                                          |
| 2016年                                   | 2016年                   | 2016年                                       | 2016年                                                                        |
| ---------------------------------------- | ------------------------ | -------------------------------------------- | ----------------------------------------------------------------------------- |
| アニメ「ポケットモンスター XY&Z」        | XY&Z                     | サトシ（松本梨香）                           | OPテーマ 作詞・作曲・編曲(sakuと共同)担当                                     |
| アニメ「ポケットモンスター XY&Z」        | XY&Z -movie ver.-        | サトシ（松本梨香）                           | 映画『ボルケニオンと機巧のマギアナ』OPテーマ 作詞・作曲・編曲(sakuと共同)担当 |
| アニメ「ポケットモンスター XY&Z」        | プニちゃんのうた         | ユリーカ（伊瀬茉莉也）                       | EDテーマ 作詞担当                                                             |
| アニメ「ポケットモンスター XY&Z」        | キラキラ                 | シトロン（梶裕貴）                           | EDテーマ 作詞・作曲担当                                                       |
| アニメ「ポケットモンスター XY&Z」        | ピカチュウのうた         | ピカチュウ（大谷育江）                       | EDテーマ 作詞・作曲・編曲(sakuと共同)担当                                     |
| アニメ「ポケットモンスター サン&ムーン」 | アローラ!!               | サトシ（松本梨香）withピカチュウ（大谷育江） | OPテーマ 作詞・作曲担当                                                       |
| kain                                     | 僕らの夏                 | kain                                         | 2ndアルバム「あおのかぜ」に収録 作詞・作曲担当                                |
| 天月-あまつき-                           | 流れ星                   | 天月-あまつき-                               | 2ndアルバム『箱庭ドラマチック』に収録 作詞(天月-あまつき-と共同)・作曲担当    |
| 天月-あまつき-                           | 気まぐれメリーゴーランド | 天月-あまつき-・佐香智久                     | 2ndアルバム『箱庭ドラマチック』に収録 作詞・作曲担当                          |
| 2018年                                   |                          |                                              |                                                                               |
| 神谷浩史                                 | 君のためのラプソディ     | 神谷浩史                                     | 8thミニアルバム『TOY BOX』に収録 作詞・作曲担当                               |
| 2020年                                   |                          |                                              |                                                                               |
| ちょこらび                               | 空想デイズ               | ちょこらび                                   | 作詞・作曲・編曲担当                                                          |
| 2021年                                   |                          |                                              |                                                                               |
| ちょこらび                               | 空想パレット             | ちょこらび                                   | 作詞・作曲・編曲担当                                                          |

## ライブ・イベント
| 年     | タイトル                                                                      | 会場         | 会場                                               |
| ------ | ----------------------------------------------------------------------------- | ------------ | -------------------------------------------------- |
| 2012年 | デビュー記念フリーイベント「まったりボクと。～でびゅーすぺしゃる～」          | 3月28日(水)  | 東京 SHIBUYA-AX                                    |
| 2012年 | 初ワンマンライブ「たまにはボクと。」                                          | 9月18日(土)  | 東京 Mt.RAINIER HALL SHIBUYA PLEASURE PLEASURE     |
| 2012年 | 初ワンマンライブ「たまにはボクと。」                                          | 9月19日(日)  | 東京 Mt.RAINIER HALL SHIBUYA PLEASURE PLEASURE     |
| 2013年 | バレンタインライブ「僕からのバレンタイン2013」                                | 2月13日(水)  | 東京 LIQUIDROOM                                    |
| 2013年 | 「佐香智久 Presents ありがとさよなら卒業式」                                  | 3月10日(日)  | 東京 nicofarre                                     |
| 2013年 | 全国5大都市ツアー「はじめまして、ボクと。」                                   | 3月23日(土)  | 名古屋 ハートランド                                |
| 2013年 | 全国5大都市ツアー「はじめまして、ボクと。」                                   | 3月24日(日)  | 大阪 CLAPPER                                       |
| 2013年 | 全国5大都市ツアー「はじめまして、ボクと。」                                   | 3月30日(土)  | 福岡 ROOMS                                         |
| 2013年 | 全国5大都市ツアー「はじめまして、ボクと。」                                   | 4月5日(金)   | 札幌 KRAPS HALL                                    |
| 2013年 | 全国5大都市ツアー「はじめまして、ボクと。」                                   | 4月26日(金)  | 東京 SHIBUYA-AX                                    |
| 2013年 | ホールワンマンライブ「ボクと夏にバイバイ」                                    | 9月14日(土)  | 東京 渋谷公会堂                                    |
| 2013年 | クリスマスワンマンLIVE「ジングルベルが鳴る前に2013」                          | 12月13日(金) | 札幌 cube garden                                   |
| 2013年 | クリスマスワンマンLIVE「ジングルベルが鳴る前に2013」                          | 12月16日(月) | 東京 Shibuya O-EAST                                |
| 2014年 | 全国5大都市ツアー「君とボクの魔法の夜」                                       | 4月5日(土)   | 大阪 umeda AKASO                                   |
| 2014年 | 全国5大都市ツアー「君とボクの魔法の夜」                                       | 4月6日(日)   | 名古屋 Electric Lady Land                          |
| 2014年 | 全国5大都市ツアー「君とボクの魔法の夜」                                       | 4月12日(土)  | 福岡 DRUM LOGOS                                    |
| 2014年 | 全国5大都市ツアー「君とボクの魔法の夜」                                       | 4月19日(土)  | 札幌 PENNY LANE 24                                 |
| 2014年 | 全国5大都市ツアー「君とボクの魔法の夜」                                       | 4月27日(日)  | 東京 渋谷公会堂                                    |
| 2014年 | クリスマスワンマンLIVE「ジングルベルが鳴る頃に2014」                          | 12月25日(木) | 東京キネマ倶楽部                                   |
| 2015年 | ファンクラブミーティングイベント「まったりボクと。」(昼・夜2部構成)           | 4月2日(木)   | 東京 Mt.RAINIER HALL SHIBUYA PLEASURE PLEASURE     |
| 2015年 | ファンクラブミーティングイベント「まったりボクと。」(昼・夜2部構成)           | 4月3日(金)   | 大阪 MUSE                                          |
| 2015年 | 全国5大都市&台湾ツアー 「夏の終わりに僕から君へ」                             | 8月23日(日)  | 名古屋 Electric Lady Land                          |
| 2015年 | 全国5大都市&台湾ツアー 「夏の終わりに僕から君へ」                             | 8月29日(土)  | 福岡 BEAT STATION                                  |
| 2015年 | 全国5大都市&台湾ツアー 「夏の終わりに僕から君へ」                             | 9月5日(土)   | 札幌 PENNY LANE 24                                 |
| 2015年 | 全国5大都市&台湾ツアー 「夏の終わりに僕から君へ」                             | 9月13日(日)  | 大阪 umeda AKASO                                   |
| 2015年 | 全国5大都市&台湾ツアー 「夏の終わりに僕から君へ」                             | 9月20日(日)  | 台湾 THE WALL                                      |
| 2015年 | 全国5大都市&台湾ツアー 「夏の終わりに僕から君へ」                             | 9月26日(土)  | 東京 中野サンプラザホール                          |
| 2016年 | バレンタインライブ「僕からのバレンタイン2016」                                | 2月5日(金)   | 東京 LIQUIDROOM                                    |
| 2016年 | バレンタインライブ「僕からのバレンタイン2016」                                | 2月8日(月)   | 大阪 MUSE                                          |
| 2016年 | バレンタインライブ「僕からのバレンタイン2016」                                | 2月12日(金)  | 札幌 cube garden                                   |
| 2016年 | 佐香智久 presents FC MEETINGツアー「こっそりボクと。」                        | 5月13日(金)  | 東京 WWW                                           |
| 2016年 | 佐香智久 presents FC MEETINGツアー「こっそりボクと。」                        | 5月19日(木)  | 大阪 MUSE                                          |
| 2016年 | 佐香智久 presents FC MEETINGツアー「こっそりボクと。」                        | 5月20日(金)  | 札幌 COLONY                                        |
| 2016年 | 全国5大都市+台湾ツアー 「君は僕のライブに来るに決まってる。たぶん。」         | 8月27日(土)  | 札幌 PENNY LANE 24                                 |
| 2016年 | 全国5大都市+台湾ツアー 「君は僕のライブに来るに決まってる。たぶん。」         | 9月3日(土)   | 福岡 BEAT STATION                                  |
| 2016年 | 全国5大都市+台湾ツアー 「君は僕のライブに来るに決まってる。たぶん。」         | 9月11日(日)  | 大阪 umeda AKASO                                   |
| 2016年 | 全国5大都市+台湾ツアー 「君は僕のライブに来るに決まってる。たぶん。」         | 9月22日(木)  | 名古屋 Electric Lady Land                          |
| 2016年 | 全国5大都市+台湾ツアー 「君は僕のライブに来るに決まってる。たぶん。」         | 9月23日(金)  | 東京 TSUTAYA O-EAST                                |
| 2016年 | 全国5大都市+台湾ツアー 「君は僕のライブに来るに決まってる。たぶん。」         | 10月8日(土)  | 台湾 花漾Hana展演空間 (夜公演はファンミーティング) |
| 2016年 | 虹色オーケストラ Music Story「透明のシンフォニー」-アキラ役                   | 12月29日(木) | 埼玉 大宮ソニックシティ 大ホール                   |
| 2017年 | 虹色オーケストラ Music Story「透明のシンフォニー」-アキラ役                   | 1月7日(土)   | 大阪府 オリックス劇場                              |
| 2017年 | 『天月智久つーまんらいぶ』あまとも、二人でやるってよ。〜月と太陽 編〜         | 5月25日(木)  | 東京 TSUTAYA O-EAST                                |
| 2017年 | 『天月智久つーまんらいぶ』あまとも、二人でやるってよ。〜月と太陽 編〜         | 5月26日(金)  | 東京 TSUTAYA O-EAST                                |
| 2017年 | 『天月智久つーまんらいぶ』あまとも、二人でやるってよ。〜月と太陽 編〜         | 6月17日(土)  | 大坂 umeda AKASO                                   |
| 2017年 | 『天月智久つーまんらいぶ』あまとも、二人でやるってよ。〜月と太陽 編〜         | 6月18日(日)  | 名古屋 NAGOYA ReNY limited                         |
| 2017年 | ワンマンライブ｢Tomohisa Sako Live 2017｣The Best / Love Song Day / Party Night | 7月17日(月)  | 大阪 umeda TRAD                                    |
| 2017年 | ワンマンライブ｢Tomohisa Sako Live 2017｣The Best / Love Song Day / Party Night | 7月29日(土)  | 東京 WWWX                                          |
| 2017年 | ワンマンライブ｢Tomohisa Sako Live 2017｣The Best / Love Song Day / Party Night | 7月30日(日)  | 東京 WWWX                                          |

## 出演

### テレビ番組
- Rの法則（NHK教育）
  - 「大晦日の2時間の拡大放送!」（2012年12月31日）
  - 「10代のナゾ」（2014年1月22日）
  - 「ライブ&トーク 藍井エイル&佐香智久」（2015年7月7日）
- PON!（2014年3月18日、日本テレビ）
- イチオシ!（2014年4月4日、KBC）
- めざましテレビ「めざましテレビ”ミドリgaマドグチ”」（2014年8月1日、フジテレビ）
- 超流派（2014年8月23日、テレビ東京） - インタビュー特集
- おはスタ（テレビ東京）
  - VTRコーナー「おはスタポケモン部」（2015年2月12日）
  - 「ゲッタバンバン」スタジオ生ライブ（2015年4月30日）
- ポケモンゲット☆TV（2015年5月3日・6月28日、テレビ東京） - 「ゲッタバンバン」スタジオ生ライブなど
- ポケモンの家あつまる?（2015年10月25日・2016年1月17日・2017年5月7日、テレビ東京）

### ラジオ
- FM ROCK KIDS（2013年1月5日 - 3月30日、FM北海道）
- はじめまして。ボクとクロス（2013年2月5日 - 26日、CROSS FM） - 2月度マンスリーレギュラー

### 舞台
- ニコニコミュージカル「カンタレラ」（2011年8月3日 - 7日） - ホアン・ボルジア 役
- タンブリング vol.4（2013年8月13日 - 19日） - 祝日出雄 役
- SEPT
  - Vol.9「Re Animation」（2020年12月9日 - 13日） - 相澤悠真 役[6]
  - Vol.10「Re Animation ReUnion｜ReVise」（2021年5月21日 - 30日） - 相澤悠真 役[7]
- あの日見た花の名前を僕達はまだ知らない。（2022年2月2日 - 6日） - 松雪集（ゆきあつ） 役[8]

### 朗読劇
- ブライト・プリズン 学園の禁じられた蜜事（2021年5月29日） - 茜（声の出演）役[9]
- JOY（2021年7月4日） - 岡崎豪 役[10]
- 「ネコたん！弐 ぷらす 〜猫町怪異奇譚〜」仮面遊戯殺猫事件（2025年6月22日〈予定〉） - 灰呂流依 役[11][12]

### テレビアニメ
- メガネブ!（2013年、自動車部部員）
- 百錬の覇王と聖約の戦乙女（2018年、ヴィングソール）
- 抱かれたい男1位に脅されています。（2018年、みっちゃん[13]）

### ゲーム
- ダッシュ!（2018年、リアム[14]）
- NG（2018年、天生目聖司）